# 烏克蘭國防工業
乌克兰国防工业（乌克兰语：Українська оборонна промисловість）是乌克兰一家國有軍工企業/協會，下轄多個武器、特种装备、弹药开发、制造、销售、维修的企业，成立於2010年。俄羅斯入侵烏克蘭後，该公司在乌克兰境内的大部分業務暫停，而且該公司將武器生产業務轉移至国外。